# Jefferson Encada
Jefferson Anilson Silva Encada (ur. 17 kwietnia 1998 w Bissau) – gwinejski piłkarz portugalskiego pochodzenia grający na pozycji prawego napastnika w klubie Pharco FC.

## Kariera klubowa

### SC Olhanense
Encada został wypożyczony do SC Olhanense 29 sierpnia 2017. Zadebiutował on dla tego klubu 10 września 2017 w meczu z Louletano DC (wyg. 1:0), strzelając wtedy swojego pierwszego gola. Ostatecznie w barwach SC Olhanense Gwinejczyk wystąpił 20 razy, zdobywając 3 bramki.

### Vitória SC B
Encada trafił do rezerw Vitórii SC 27 lipca 2018. Debiut dla nich zaliczył on 28 października 2018 w przegranym 0:1 spotkaniu przeciwko FC Paços de Ferreira. Łącznie dla rezerw Vitórii SC Gwinejczyk rozegrał 6 meczów, nie strzelając żadnego gola.
Encada wystąpił także w jednym spotkaniu w pierwszej drużynie Vitórii SC.

### Leixões SC
Encada przeniósł się do Leixões SC 31 sierpnia 2020. Zadebiutował on dla tego klubu 4 października 2020 w meczu z Académico de Viseu (1:1). Pierwszą bramkę zawodnik ten zdobył 11 stycznia 2021 w wygranym 1:2 spotkaniu przeciwko drugiej drużynie FC Porto. Łącznie dla Leixões SC Gwinejczyk rozegrał 30 meczów, strzelając 5 goli.

### Pharco FC
Encada przeszedł do Pharco FC 31 stycznia 2022. Debiut dla tego klubu zaliczył on 16 lutego 2022 w wygranym 1:0 spotkaniu przeciwko ENPPI Club.

## Kariera reprezentacyjna
| Mecze i gole w reprezentacji | Mecze i gole w reprezentacji | Mecze i gole w reprezentacji | Mecze i gole w reprezentacji | Mecze i gole w reprezentacji | Mecze i gole w reprezentacji | Mecze i gole w reprezentacji | Mecze i gole w reprezentacji                    |
| Gwinea Bissau                | Gwinea Bissau                | Gwinea Bissau                | Gwinea Bissau                | Gwinea Bissau                | Gwinea Bissau                | Gwinea Bissau                | Gwinea Bissau                                   |
| Lp.                          | Data                         | Miejsce                      | Gospodarz                    | Gość                         | Wynik                        | Gol                          | Rozgrywki                                       |
| ---------------------------- | ---------------------------- | ---------------------------- | ---------------------------- | ---------------------------- | ---------------------------- | ---------------------------- | ----------------------------------------------- |
| 1.                           | 26.03.2021                   | Manzini                      | Eswatini                     | Gwinea Bissau                | 1:3                          |                              | Puchar Narodów Afryki 2021 – kwalifikacje       |
| 2.                           | 30.03.2021                   | Bissau                       | Gwinea Bissau                | Kongo                        | 3:0                          |                              | Puchar Narodów Afryki 2021 – kwalifikacje       |
| 3.                           | 07.09.2021                   | Chartum                      | Sudan                        | Gwinea Bissau                | 2:4                          |                              | Mistrzostwa Świata 2022 – eliminacje strefy CAF |
| 4.                           | 15.11.2021                   | Bissau                       | Gwinea Bissau                | Sudan                        | 0:0                          |                              | Mistrzostwa Świata 2022 – eliminacje strefy CAF |
| 5.                           | 11.01.2022                   | Garoua                       | Sudan                        | Gwinea Bissau                | 0:0                          |                              | Puchar Narodów Afryki 2021                      |
| 6.                           | 15.01.2022                   | Garoua                       | Egipt                        | Gwinea Bissau                | 1:0                          |                              | Puchar Narodów Afryki 2021                      |
| 7.                           | 19.01.2022                   | Garoua                       | Nigeria                      | Gwinea Bissau                | 2:0                          |                              | Puchar Narodów Afryki 2021                      |